# Mandylion
Pour l’article homonyme, voir Mandylion (album de The Gathering).

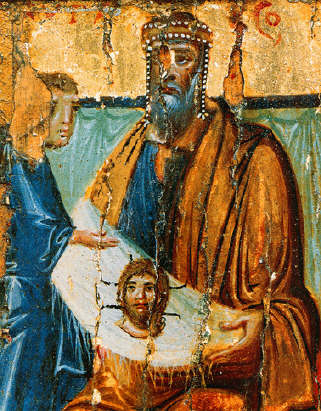
Le roi Abgar V recevant le Mandylion, censé être le visage de Jésus imprimé miraculeusement sur un linge (icône du Xe siècle).

Le Mandylion (du mot grec signifiant « mouchoir ») ou Image d’Édesse est, selon une tradition chrétienne, une relique consistant en une pièce de tissu rectangulaire sur laquelle l’image du visage du Christ (ou Sainte Face) a été miraculeusement imprimée de son vivant. Pour l’Église orthodoxe, il s’agit de la première icône (du mot grec signifiant « image »).
La première mention de l’existence d’une image physique du Christ remonte au VIe siècle, dans l'antique ville d’Édesse en Mésopotamie (aujourd'hui Urfa ou Şanlıurfa). Cette image fut transportée à Constantinople au Xe siècle. Le tissu disparaît de Constantinople au cours de la quatrième croisade (sac de Constantinople) en 1204, réapparaît en tant que relique conservée par saint Louis à la Sainte-Chapelle. Il disparaît définitivement lors de la Révolution française.

## La légende de la correspondance entre Jésus et Abgar roi d'Édesse

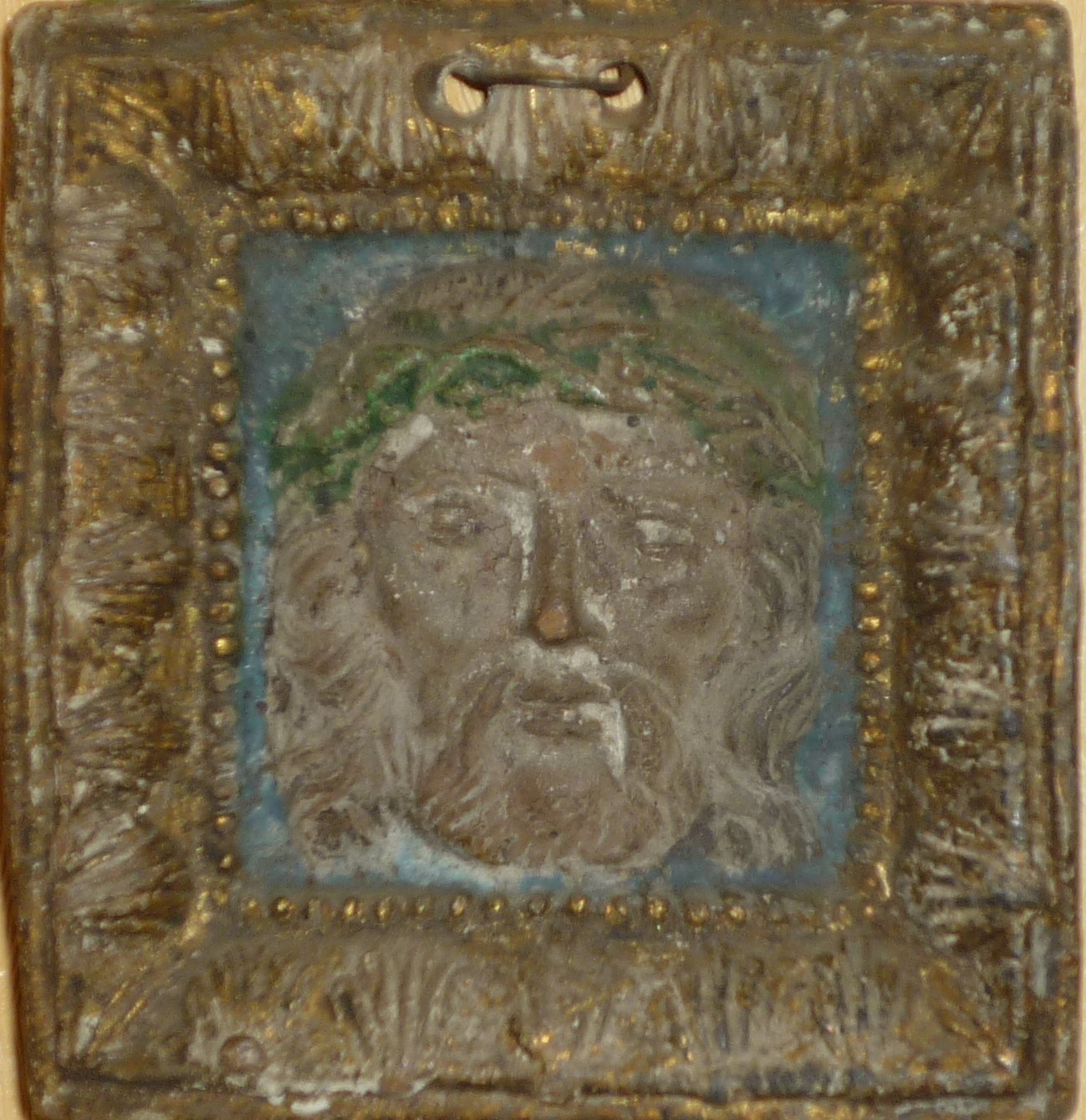
Le mandylium, représentation ancienne (hagion keramion).

La légende du Mandylion s'est développée sur plusieurs siècles, à partir de celle de la correspondance entre Jésus et Abgar, un des rois d’Édesse.
La première version connue se trouve dans la Caverne des trésors, un écrit dont la couche la plus ancienne date du IIe siècle. Au début du IVe siècle, Eusèbe de Césarée (264-340) la rapporte dans son Histoire ecclésiastique (1.13.5-1.13.22). La correspondance entre Jésus et Abgar est mentionnée en 384 dans les extraits du Voyage d'Égérie, une riche pèlerin d'Europe occidentale, à qui l'évêque d'Édesse raconta comment l'exhibition et la lecture de la lettre de Jésus permirent de repousser miraculeusement les invasions des Perses. Certains critiques ne voient dans ces récits que des légendes qui, selon eux, dateraient de la fin du IIIe siècle et estiment qu'ils se situent dans la tradition qui voulait inscrire les églises chrétiennes locales dans une succession apostolique, c'est-à-dire dans la lignée d'un disciple direct de Jésus, alors que pour eux, l'implantation chrétienne à Édesse n'est attestée qu'au début du IIIe siècle. Toutefois, les historiens spécialistes comme François Blanchetière ou Simon Claude Mimouni font remarquer que dès l'an 200 un bâtiment servant d'église est attesté à Édesse, alors qu'à la même date, on ne trouve aucun bâtiment de ce type dans l'empire romain. De plus, sans se prononcer sur le caractère historique ou non de la première évangélisation d'Édesse par Thaddée/Addaïe, Simon Claude Mimouni note que les judéo-chrétiens, que les Pères de l'Église appellent les Elkasaïtes, sont solidement implantés dans la région depuis l'an 100. Pour des historiens comme Robert Eisenman ou Ilaria Ramelli, la Doctrine d'Addaïe et les versions qui l'ont précédée s'appuient sur des faits historiques qui racontent la première évangélisation de la région. Eusèbe raconte que la réputation de guérisseur parvient aux oreilles d'Abgar, qui écrit à Jésus, lequel lui répond qu'il va lui envoyer un disciple (correspondance qu'Eusèbe reproduit). Dans la Doctrine d'Addaïe, le scribe royal Anan, peint alors un portrait de Jésus qu'il ramène au roi Abgar. Après la crucifixion de Jésus, l'apôtre Thaddée, l'un des Septante disciples, est envoyé par l’apôtre Thomas. Thaddée guérit le roi et prêche l'évangile au peuple d'Édesse.

## L'image d'Édesse
La première mention connue de l'image d'Édesse figure dans la Doctrine d'Addaï (Addaï est le nom syrien de Thaddée), composée au Ve siècle. Ce récit met en scène une délégation envoyée par le roi Abgar à Jésus : 
« Lorsque Hannan, le préposé aux archives, vit que Jésus lui parlait ainsi, en tant que peintre du roi, il peignit un portrait de Jésus avec des couleurs choisies, et le rapporta au roi Abgar, son maître. Et lorsque le roi Abgar vit cette représentation, il la reçut avec grande joie, et la fit placer à une place d'honneur dans l'un de ses palais. » (Doctrine d’Addaï, 13)
L'image refait surface en 525 lors d'une crue du Daisan, affluent de l’Euphrate dont l'inondation détruit la ville d’Édesse. Lors de la reconstruction de la ville, on découvre un linge caché portant les traits d’un visage dans une niche maçonnée au-dessus de la porte ouest. Ce linge est alors identifié au portrait offert à Abgar. L’empereur Justinien fait construire en son honneur la basilique Sainte-Sophie d’Édesse qui conserve alors la relique.
L’historien Procope de Césarée (~500-~560), dans son Histoire des guerres (552-554) raconte l'échec des sièges de la ville par le Perse Chosroès Nirhirvan en 540 et 544. À propos du premier, il rapporte que les habitants d'Édesse racontaient que dans sa lettre à Abgar, Jésus prédisait que la ville ne serait jamais prise par les barbares. Le pieux mais prudent Procope doute de l'existence de ce passage qui n'est pas cité par les historiens plus anciens, mais juge que cette croyance qui a protégé la ville a été bel et bien inspirée à ses habitants par Dieu. Pour le siège de 544, il se focalise sur les péripéties militaires sans parler d'image ou d'intervention miraculeuse, alors qu'il rapporte par ailleurs le miracle de la vraie Croix à Apamée. Rien n'en est dit non plus dans une chronique de la ville d’Édesse écrite peu après les évènements.
En 593, Évagre le Scholastique, dans son Histoire Ecclésiastique (IV, 27), raconte lui aussi le siège sassanide de 544, reprenant Procope, mais y ajoute que les défenseurs de la ville essayèrent sans succès de mettre le feu à la rampe d’assaut des assaillants. Il amenèrent alors dans la mine l’« image créée par Dieu, non faite de main d’homme (Acheiropoietos Αχειροποίητος), et que le christ avait envoyée à Abgar », et le feu prit enfin. Les assiégeants détournèrent une rivière pour l’éteindre, mais le feu redoubla comme si on avait apporté du soufre ou de l’huile qui selon la tradition continuait à brûler dans le mur et coulait de l’image. La rampe fut réduite en cendres, et Chosroès dut abandonner le siège. Dans cette version, l’image est redécouverte à la veille de l’invasion perse grâce à une vision de l’évêque d’Édesse.
On suit ainsi l’évolution de la légende depuis la lettre sans image d’Eusèbe, à l'image peinte par un serviteur de cour dans le récit d’Addaï ; puis Procope raconte un miracle provoqué par la lettre, qui devient chez Evagrius un miracle suscité par une image miraculeusement imprimée.
L’image est également mentionnée dans un écrit en syriaque relatif à la reconstruction de la cathédrale d’Édesse, qui eut lieu au milieu du VIe siècle mais dont la date est incertaine.
Le récit suivant rapporte que, les successeurs d'Abgar étant revenus au paganisme, l'évêque cacha l'image miraculeuse à l'intérieur d'un mur, et se servant d'une lampe à huile, il la fixa contre une tuile ; l’image aurait été redécouverte grâce à une vision inspirée la nuit même de l’invasion de la ville par les Perses : et non seulement l'image s'était miraculeusement fixée sur la tuile, mais la lampe introduite par l'évêque y brûlait toujours ; d'ailleurs, l'évêque d'Édesse aurait fait usage de l'huile coulant de l'image pour détruire les Perses.
Le Saint Mandylion disparaît de nouveau après la reconquête d’Édesse par les Sassanides en 609.
Jean de Damas († 749) évoque le Mandylion dans son pamphlet anti-iconoclaste Sur les Saintes Images : il cite une tradition selon laquelle, Abgar ayant demandé son portrait à Jésus, Jésus aurait simplement pressé une serviette sur son visage pour produire cette image. Le tissu est décrit comme une « bande », c'est-à-dire une pièce de tissu oblongue plutôt que carrée, au contraire des autres récits, suggérant qu'il a pu être plié comme l'évoque les Actes de Thaddée qui désigne l'image sous le terme de tétradiplon (« quatre fois double »).
La légende prendra toute son ampleur au Xe siècle avec la Narratio de Imagine Edessena.

## La croyance au saint Mandylion du Moyen Âge à la Renaissance
Ce récit de l'image de Jésus imprimée par simple contact sur un tissu utilisé par le Christ pour s'essuyer le visage fut reçu et admis par l’Église orthodoxe comme une réalité historique. D'innombrables reproductions de ce qu'on considérait comme la Sainte Face furent exécutées et devinrent des icônes ; au XIXe siècle, les armées russes les portaient au combat comme khorugvs. Selon Robin Cormack, presque chaque église byzantine contenait une représentation du Mandylion lorsqu'éclata l’épisode iconoclaste. La dernière légende faisant du Mandylion non un objet fabriqué de main d'homme, mais une œuvre divine, l'appelle acheiropoietos en grec (« qui n'est pas fait à la main »).
Selon une légende arabe, rapportée par l’historien Andrew Palmer lorsqu'il visita Urfa (Édesse) en 1999, le suaire (mendil) de Jésus fut jeté dans un puits où se dresse aujourd'hui la Grande Mosquée de la ville. La tradition chrétienne la contredit, qui rapporte comment en 944 le Mandylion fut échangé par le calife Al-Mustakfi contre 200 prisonniers arabes lors du siège d'Édesse par le général Jean Curcas, envoyé de l'empereur Romain Ier Lécapène. Peu après, l’Image d’Édesse fut transportée à Constantinople où l’empereur Romain Ier la reçut en grande pompe le 15 août 944, la déposa dans une chapelle du Grand Palais (Constantinople). Elle y demeura jusqu'au sac de la ville par les Croisés en 1204 puis fut emportée avec d'autres trésors en Occident (bien que l’Image d’Édesse ne soit mentionnée à l'époque dans aucun document). Une partie de cette relique, ou que l'on croit être telle, faisait partie d'un assortiment de reliques cédées en 1241 par Baudoin II de Constantinople à Louis IX de France, et qui furent abritées par la suite dans la Sainte-Chapelle de Paris ; il en existe deux inventaires : l'un daté de 1534 (dressé par Gérard de Saint-Quentin de l'Isle/Paris) et l'autre de 1740 ; elle devait disparaître pendant la Révolution française.

## Le Suaire de Turin entre en scène
Selon le journaliste Ian Wilson (en), ce qui, du VIe siècle au XIIIe siècle, a été vénéré sous le nom de Mandylion était en fait le Suaire de Turin, plié en huit, et conservé dans un châssis oblong de telle façon que seule la Sainte Face était visible.
À l'appui de sa thèse, il cite des documents conservés à la Bibliothèque vaticane et à l'Université de Leyde, qui suggèrent l'existence d'une seconde image à Édesse. Un codex du Xe siècle, Codex Vossianus Latinus Q 69, découvert par Gino Zaninotto à la Bibliothèque vaticane, contient un récit du VIIIe siècle selon lequel une empreinte de tout le corps du  Christ a été préservée sur un linge conservé dans une église d'Édesse ; il cite un homme du nom de Smera à Constantinople : « Le roi Abgar a reçu un drap sur lequel on peut voir non seulement un visage mais aussi le corps en entier ».
Cependant, les liens possibles entre Mandylion et Saint Suaire de Turin sont de nos jours fortement remis en cause car leurs preuves révèlent des fautes de traduction et de démonstration non scientifiques. 

## Copies existantes

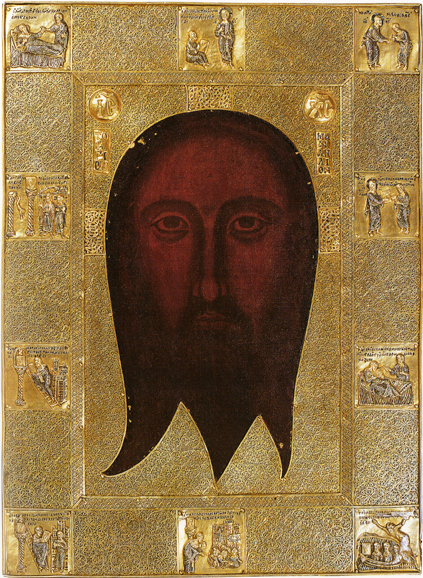
La Sainte Face de Gênes.
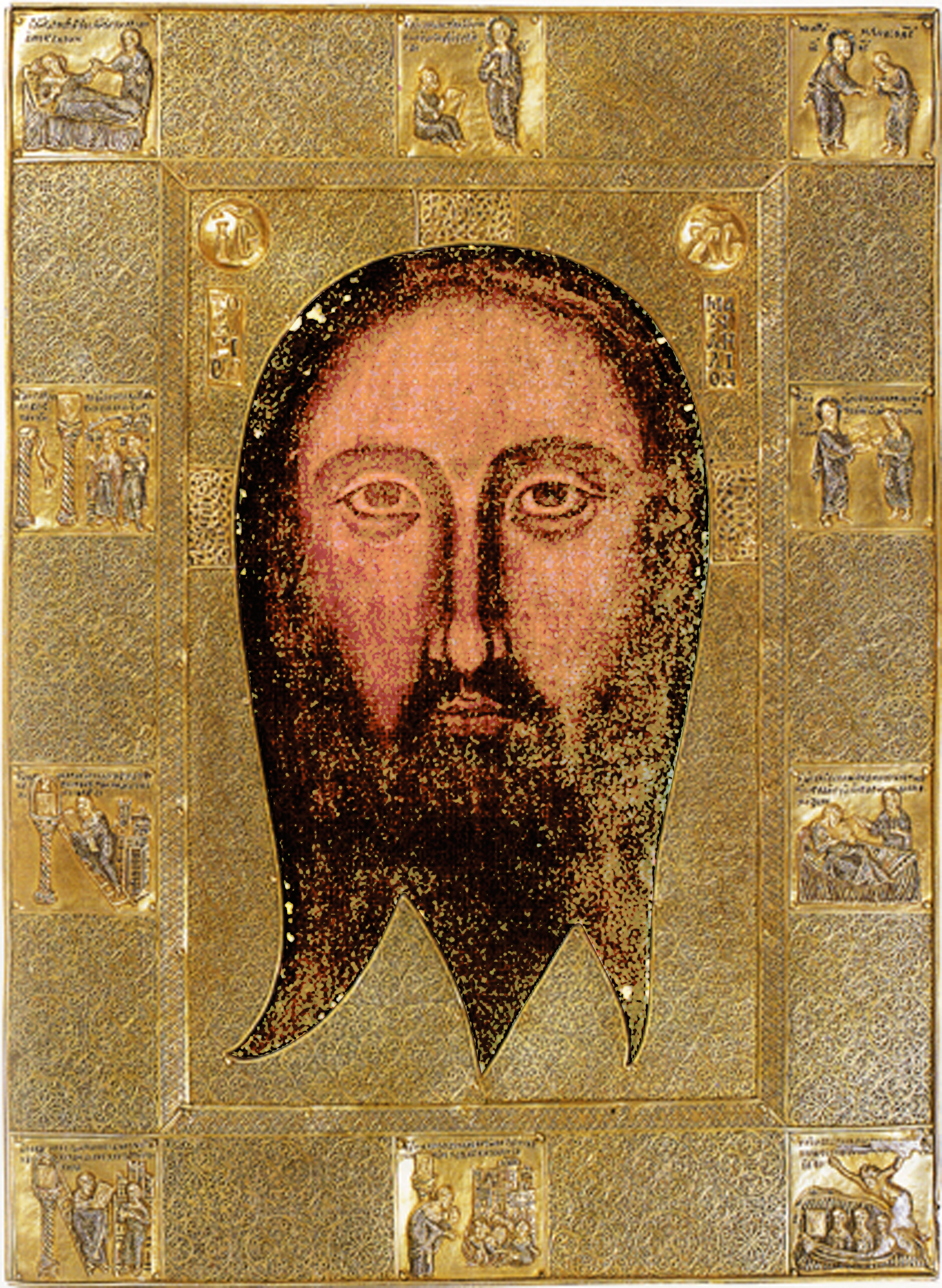
après retouche numérique pour la rendre plus visible.
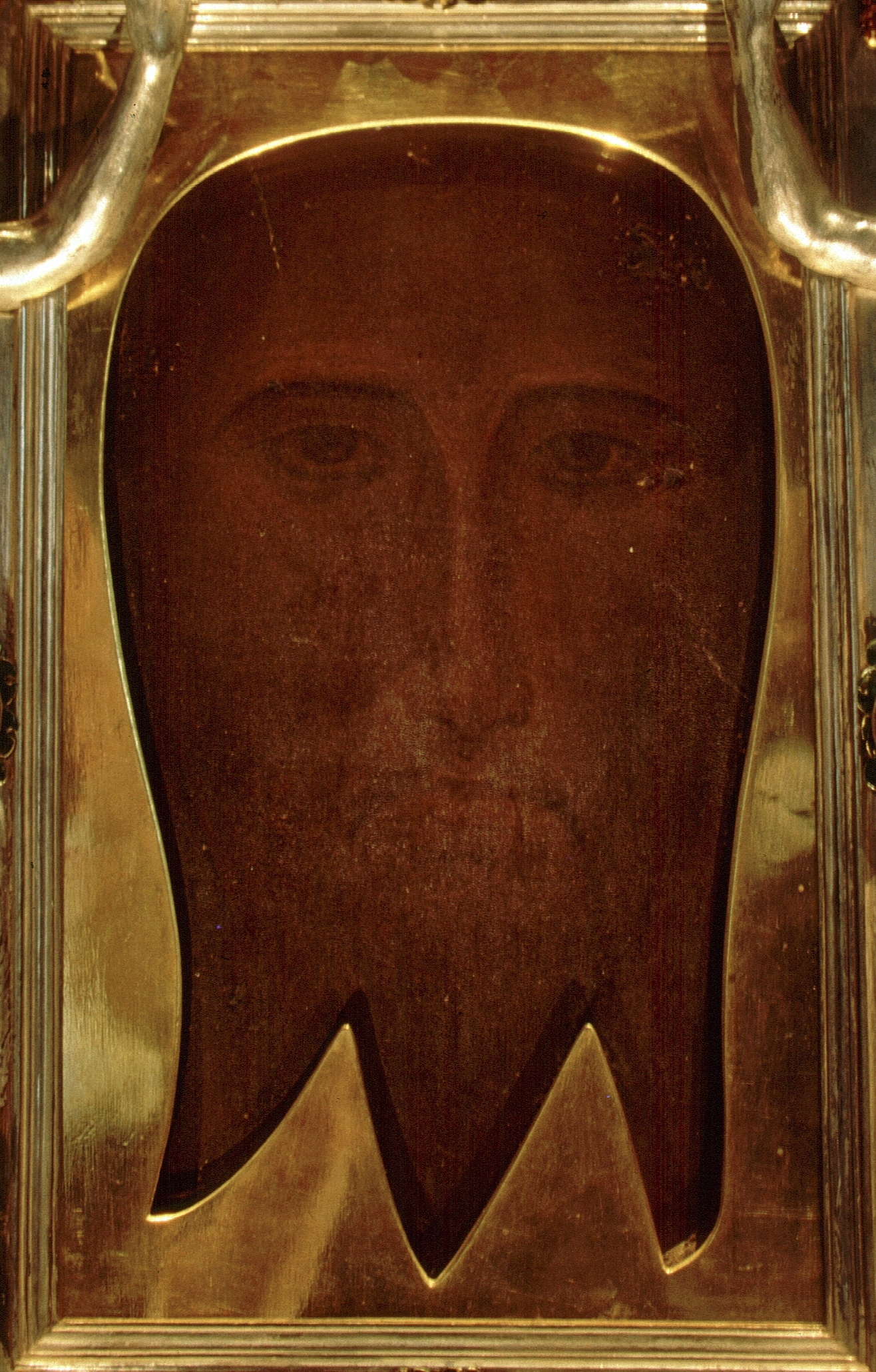
La Sainte Face de San Silvestro, à la chapelle Sainte-Mathilde au Vatican.
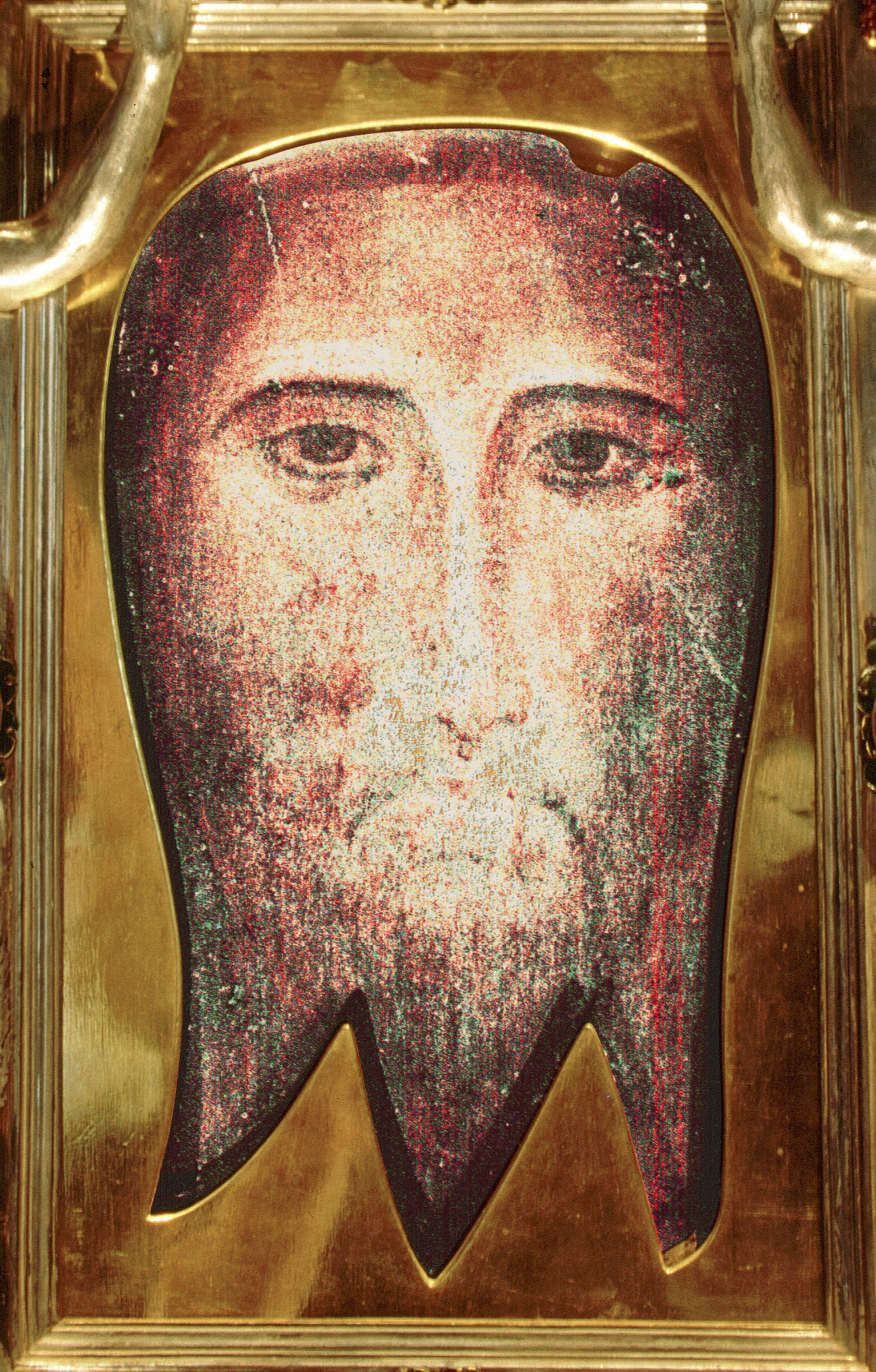
après retouche numérique pour la rendre plus visible.

Deux images associées au Mandylion subsistent aujourd'hui.

### La Sainte Face de Gênes
Cette image est conservée dans la petite église de Saint-Barthélemy des Arméniens à Gênes, où l'empereur Jean V Paléologue en a fait don à Leonardo Montaldo, doge de la ville, au XIVe siècle.
Elle a fait l'objet d'une étude détaillée par Colette Dufour-Bozzo en 1969, qui a pu dater le cadre de la fin du XIVe siècle, tandis que le support et l'image sont antérieurs. Bozzo a montré que l'image avait été peinte sur un tissu marouflé sur une planchette de bois,.
La similitude de cette image avec le Voile de Véronique suggère un lien entre les deux traditions[réf. souhaitée].

### La Sainte Face de San Silvestro
Cette image était conservée dans l'église San Silvestro de Rome jusqu'en 1870 et se trouve maintenant dans la chapelle Sainte-Mathilde au Vatican.
Elle est enchâssée dans un cadre de style baroque offert par une certaine sœur Dionora Chiarucci en 1623.
La plus ancienne mention écrite la concernant remonte à 1517, alors qu'on interdisait aux nonnes de la montrer au public pour ne pas faire de concurrence au Voile de Véronique conservé à la basilique Saint-Pierre.
Comme l'image de Gênes, elle est peinte sur bois et constitue donc vraisemblablement une copie de la relique du voile de Véronique conservé dans la basilique Saint-Pierre jusqu'à sa disparition pendant la reconstruction au début du XVIe siècle.
Elle a été exposée à Expo 2000 en Allemagne dans le Pavillon du Saint Suaire.